# Jennifer Yhaye
 (janvier 2025).
Il peut être nécessaire de l'améliorer pour respecter le principe de neutralité de point de vue. Veuillez consulter la page de discussion pour plus de détails.

Jennifer Ouloassia Yhaye, née le 28 juillet 1996, est une pilote de ligne ivoirienne. 

## Biographie

### Origines et études
Après son baccalauréat, elle s'envole pour l'Afrique du sud pour suivre une formation en pilote de ligne. À la suite de cette formation, elle ressort pilote commercial avec une MCC (Multicrew Cooperation) sur le Boeing 737. Elle enregistre 1900 heures de vol sur les avions monomoteurs, les bimoteurs, les turbopropulseurs. 

### Carrière
Jennifer Yahye est embauchée à Air Côte d'Ivoire. Elle a également travaillé chez Asky comme premier officier sur plusieurs avions DASH 8-Q400. Elle est aussi certifiée sur les appareils Boeing 737-800 et ATR 42/72 type Rating. 
En juillet 2019, elle totalise plus de 800 heures de vol.
Jennifer Yahye est honorée par l'État ivoirien qui lui décerne le prix d'Excellence de la meilleure contribution au secteur du transport aérien en 2019,,.